# Рабаков
Рабаков (чеш. Rabakov) је насељено мјесто са административним статусом сеоске општине (чеш. obec) у округу Млада Болеслав, у Средњочешком крају, Чешка Република.

## Становништво
Према подацима о броју становника из 2014. године насеље је имало 61 становника.